# Рифейские горы (Луна)
Рифейские горы — лунные горы на видимой стороне Луны, расположенные в юго-восточной части Океана Бурь (западно-северо-западная окраина Моря Познанного). На севере от гор располагается кратер Лансберг, к западной части гор примыкает кратер Эвклид. Горы ориентированы в направлении юго-юго-запад — северо-северо-восток в районе ограниченном селенографическими координатами 4,73° — 10,63° ю. ш., 25,39° — 29,02° з. д..
Горы имеют ширину от 30 до 50 км и изрезаны многочисленными долинами, заполненными лавой. Центр гор находится вблизи кратера Эвклид, от центра в южном и северном направлении отходят длинные ответвления. В период с 1935 по 1960 годы эти ответвления имели собственные имена: Урал (северо-западное ответвление, Борей (северо-восточное ответвление), Центральный Рифей (Medius) и Большой (Major) и Малый (Minor) Рифей на юго-востоке и юго-западе соответственно. В настоящее время эти названия больше не используются Международным астрономическим союзом.
В соответствии с традицией использования для лунных гор наименований земных, Рифейские горы получили название от античного наименования Уральских гор. Однако впервые это название было использовано Пьером Гассенди для гор, которые сегодня известны под названием Апеннины. Название использовалось также Яном Гевелием для обозначения горного массива вблизи кратера Клеомед.

## Места посадок космических аппаратов
В Море Островов на северо-востоке от Рифейских гор произвела жесткую посадку советская автоматическая станция Луна-5. Кроме этого, в данном районе произведена посадка американских автоматических станций Рейнджер-7, Сервейер-3 и лунного модуля Аполлон-12.